# Ginevra Taddeucci
Ginevra Taddeucci, född 3 maj 1997 i Florens, är en italiensk simmare som främst tävlar i öppet vatten-simning.

## Karriär
I juni 2022 vid VM i Budapest tog Taddeucci brons i lagtävlingen i öppet vatten-simning efter ett lopp av det italienska laget på 1 timme 4 minuter och 43 sekunder. Hon slutade även på 6:e plats på 5 km öppet vatten-simning.